# サラブレッド (映画)
『サラブレッド』（原題:Thoroughbreds）は2017年にアメリカ合衆国で公開されたスリラー映画である。監督・脚本はコリー・フィンリー、主演はオリヴィア・クックとアニャ・テイラー＝ジョイが務めた。

## 概略
コネティカット州郊外のとある豪邸。アマンダは長年疎遠になっていた子供時代の友人、リリーと再会した。リリーは洗練された女子学生に成長しており、名門校に通いながら一流企業でのインターンシップに精を出していた。一方のアマンダは鋭い知性を有していたが、個性的すぎるために上手く周囲と馴染めずにいた。アマンダはリリーが自分とは縁遠い存在になったと思っていたが、リリーが抑圧的な継父に悩まされていることを知り、力になってあげたいと思うようになった。
2人はどんどん親密になっていったが、それと同時に、2人の内に秘められた凶暴性が明るみに出てきた。やがて、2人はドラッグの売人を雇ってリリーの継父を殺害することを計画するに至るが、その計画が失敗に終わったとき、事態はとんでもない方向へ転がっていくのだった。

## キャスト
※括弧内は日本語吹替。
- オリヴィア・クック - アマンダ（斎賀みつき）
- アニャ・テイラー＝ジョイ - リリー（庄司宇芽香）
- アントン・イェルチン - ティム（奈良徹）
- ポール・スパークス - マーク（村治学）
- フランシー・スウィフト - シンシア（斎藤恵理）
- ケイリー・ヴァーノフ - カレン

## 製作
2016年4月27日、オリヴィア・クック、アニャ・テイラー＝ジョイ、アントン・イェルチンがキャスト入りした。
本作の主要撮影は2016年5月9日にマサチューセッツ州で始まり、同年6月5日にクランクアップ。2週間後の19日にイェルチンが事故死したことにより、本作が彼の遺作となった。

## 公開・マーケティング
2017年1月21日、本作はサンダンス映画祭でプレミア上映された。その際、『Thoroughbred』というタイトルで上映された。22日、フォーカス・フィーチャーズが500万ドルで本作の全米配給権を獲得したとの報道があった。10月6日、本作のポスターと劇中写真が公開されたが、このとき、タイトルが『Thoroughbreds』に変更された。11月30日、本作のオフィシャル・トレイラーが公開された。

## 評価
本作は批評家から好意的に評価されている。映画批評集積サイトのRotten Tomatoesには155件のレビューがあり、批評家支持率は86%、平均点は10点満点で7.22点となっている。サイト側による批評家の見解の要約は「『サラブレッド』はスリラー映画特有の要素を見事に捌ききっており、脚本の出来も上々である。ティーンを主人公にしたスリラー映画というジャンルに展開の読めない新鮮な一本を付け加えた。」となっている。また、Metacriticには37件のレビューがあり、加重平均値は75/100となっている。